# Agrupació de Cultura Popular de Castelldefels
L'Agrupació de Cultura Popular de Castelldefels és una associació sense ànim de lucre fundada el 1982 a Castelldefels, Baix Llobregat. La seva missió és el foment i la recuperació de les manifestacions folklòriques i culturals de Castelldefels.

## Les Colles de l'ACPC
L'ACPC està integrada per diverses colles que executen diferents manifestacions folklòriques: ⁣
- Castellers de Castelldefels (1982)
- Escola de Grallers de Castelldefels (1982, desapareguda, ara Toc de Vent)
- Ball de Gitanes de Castelldefels (1982)
- Colla Gegantera de Castelldefels (1982)
- Grup de Foc de Castelldefels (1983)
- Ball de Panderetes de Castelldefels (1984)
- Ball del Pagès de Castelldefels (1984, desaparegut)
- Ball de Cercolets de Castelldefels (1985, desaparegut)
- Colla Jove de Bastoners de Castelldefels (1990)
- Ball de Cintes de Castelldefels (1991)
- Ball de Picarols, Farcells i Contes de Castelldefels (1996, recuperat el 2019)
- Ball de Pastorets de Castelldefels (1998, desaparegut)
- Ball de Panderos (2002, desaparegut)
- Tabalers de Castelldefels (2017)